# قدماء الفينيتو
شعب فينيتو القديم

إيطاليا القديمة في العصر الحديدي: يظهر أهل فينيتو في اعلى اليمين باللون البني الفاتح.

إيطاليا القديمة في العصر الحديدي: عاش سكان فينيتو القديمة في أعلى اليمين في المنطقة الموجودة باللون البني الفاتح (كما يوجد في الخريطة).
شعب فينيتو القديمة، كما يشار لهم أحيانا بأسم شعب فينيتو القديم لتمييزهم عن سكان فينيسيا حاليا، كان شعب ينتمى إلى الهندو أوروبية - الذين استقروا في الشمال الشرقي بعد منتصف الألفية الثانية قبل الميلاد – وقد طوروا الحضارة الأصلية الخاصة بهم في الألفية التالية.
ويعد شعب فينيتو القديمة حاله فريدة من نوعها في تلك الحقبة في شمال إيطاليا، ويمكن للمرء تحديد هوية بين السكان وثقافة فينيتو حيث ينسب إلى فينيتو القديمة ثقافة مادية وفنية دقيقة تطورت على أراضيها. تطورت ملامح مدينه الفينتو الثقافية طوال الالفية الأولى قبل الميلاد.على الرغم من مرور الوقت وخضوعها لعدة تأثيرات مختلفه فلهذه الهوية وهذا الشعب سجل أثرى غنى بشكل خاص.
استقر شعب فينيتو القديمة في البداية في المنطقة الواقعة بين بحيرة غاردا وتلال اوجانى وقد توسعت أراضيهم في وقت لاحق لتصل إلى حدود مماثلة لتلك التي تمتلكها فينيتو حاليا. من المهم ان نأخذ بعين الاعتبار أن ساحل البحر الأدرياتيكي كان أكثر تخلفا من اليوم. ووفقا لللأكتشافات الأثرية (التي تتوافق أيضا مع المصادر المكتوبة) حيث تمتد الحدود الغربية لأراضيها على طول بحيرة غاردا، وتتبع الحدود الجنوبية خط يمتد من نهر الترتارو مرورا بنهر البو وتصل إلى أدريا، جنبا إلى جنب مع الفرع المنقرض من نهر البو لادريا، في حين تمتد تلك الحدود الشرقية حتى تاليامنتو. وراء هذا النهر كانت تعيش سلالة من الشعوب الالريانية. على الرغم من وجود شعب إسونزو ولكن ظل تأثير فينيتو قوي جدا، بحيث يمكن للمرء أن يتكلم عن الشعب فينيتو-الإيليري، على العكس كانت الحدود الشمالية أقل تحديدا وتجانس وترتفع منطقة فينيتو القديمة فوق الأنهار أديجي، برينتا وبيافي لجبال الألب والتي كانت بمثابة حدود طبيعية على أي حال ويشهد وجود جبال الألب البندقية أساسا في الدولوميت من كادوري وإلى لاجولى.

## الاسم القومي
يشير أيضا إلى شعب فينيتو القديم بمصطلحي "بشعب مدينه فينيتو أو " HENETI " (هينتى) في اليونانية Ενετοί القديم). وعلى الرغم من ان التأريخ سواء القديم أو الحديث يستخدم حاليا مصطلح "Veneti" شعب فينيتو في أعمال ذات السمات غير المتخصصة ويستخدم في بعض الأحيان مصطلح (Paleoveneti)اى شعب فينيتو الاوائل في إعادة صياغة المصطلح إلى شعب فينيتو الادرياتيكى للتمييز بين شعب فينيتو القديم من السكان الحاليين في المنطقة الإيطالية فينيتو. اسم "فينيتو" استخدم كثيرا في المصادر الكلاسيكية. ويذكر هيرودوت في "Eneti" اى شعب فينيتو بين القبائل الإيليرية، قيصر كتب أيضا بعد أن أخضع "فينيتو " لارموريكا فهي تعد المدينة الوحيدة بين شعوب بلاد الغاليا التي اتقنت الفن البحري.
تاسيتوس وبليني الأكبر قد حددوا موقع فينيتو على طول مجرى فيستولا على الحدود مع باستارنيين، والفنلنديين والسارمتيان. في حين دعا كلوديوس بطليموس الفينيتو على خليج غدانسك. وذكر بومبونيو ميلا بحيرة كونستانس.بأسم فينتوس لوكاس وأخيرا "Venetulani" الفينتولانى كانوا شعب لاتسيو المفقود والذي ذكره أيضا وبلينى الأكبر.
وقد أنتشر هذا الاسم في مناطق مختلفة من أوروبا، ومع ذلك، لا ينبغي تفسير العلاقات التاريخية واللغوية افتراضية بين الشعوب المختلفة الذين استخدموا ذلك، بالاحرى استخدم ليس بشكل متساو ومتكررعدة مرات بشكل مستقل، من نفس شعوب الهندو أوروبية. فقد تعنى كلمه (WEN) (حب) وكلمه (VENETI) (المحبين) وربما تعنى المحبون أو الودودون أو الصدوقون.

## التاريخ
تاريخ فينيتو القديمة يمكن تقسيمه إلى فترتين: الأولى الفترة القديمة، وتتراوح أصولها إلى القرن الخامس قبل الميلاد، عندما أصبحت الأصالة الثقافية لها أكثر وضوحا، الفترة الحديثة تمتد إلى القرن الأول الميلادي، والذي يرى أولا تأثير سلتيك، ثم الاندماج الرومانى البطئ فيها.
في العصور القديمة كانت هناك علاقات ثقافية مع الحضارة فيلانفون ومع بحر إيجة والشرق، وفيما بعد مع الأتروسكان. وفي الفترة الأحدث، كان شعب فينيتو في اتصال مع الغرب وبشكل اساسى مع الإغريق: (حيث استقر شعب سينونمانى التي تحالف مع الرومان)وفي جنوب يوجد شعب بوي (والذي كان يخوض في كثير من الأحيان حروبا كثيرة)وربما لا يكون دائما الاتصال مع المحيط الهادئ. أصبح التأثير الثقافي لسلتيك مهما تدريجيا. تغيرت ثقافة فينيتو ببطء وتكيفت مع ذلك مع مرور الوقت. حافظت فينيتو دائما على أهمية العلاقة مع شعوب البلقان من البحر الادرياتيكي وكذلك تلك الإيليرية، حيث تسبب ذلك في الخلط بسهولة من قبل المؤرخين اليونانيين والذين كانوا يعتبروا تلك الشعوب اقارب لفينيتو حتى أوائل القرن العشرين. وفي وقت لاحق أصبح الاتصال حاسما مع الحضارة الرومانية، حتى بالنسبة للانباء متكررة عن التحالف الذي يربط بينها وبين الرومان وفينيتو إلى الافتراضات التقليدية التي توحى للقرابة بين فينيتو واللاتينيين. تم دمج ثقافة فينيتو مع الرومانيين بالفعل في أواخرالعصر الجمهوري، على الرغم من بعض سكان فينيتو ظلت خصوصيتهم مستمرة، ويفترض استمرارها في المناطق الهامشية في العصر الإمبراطوري في وقت متأخر.

### الأصول

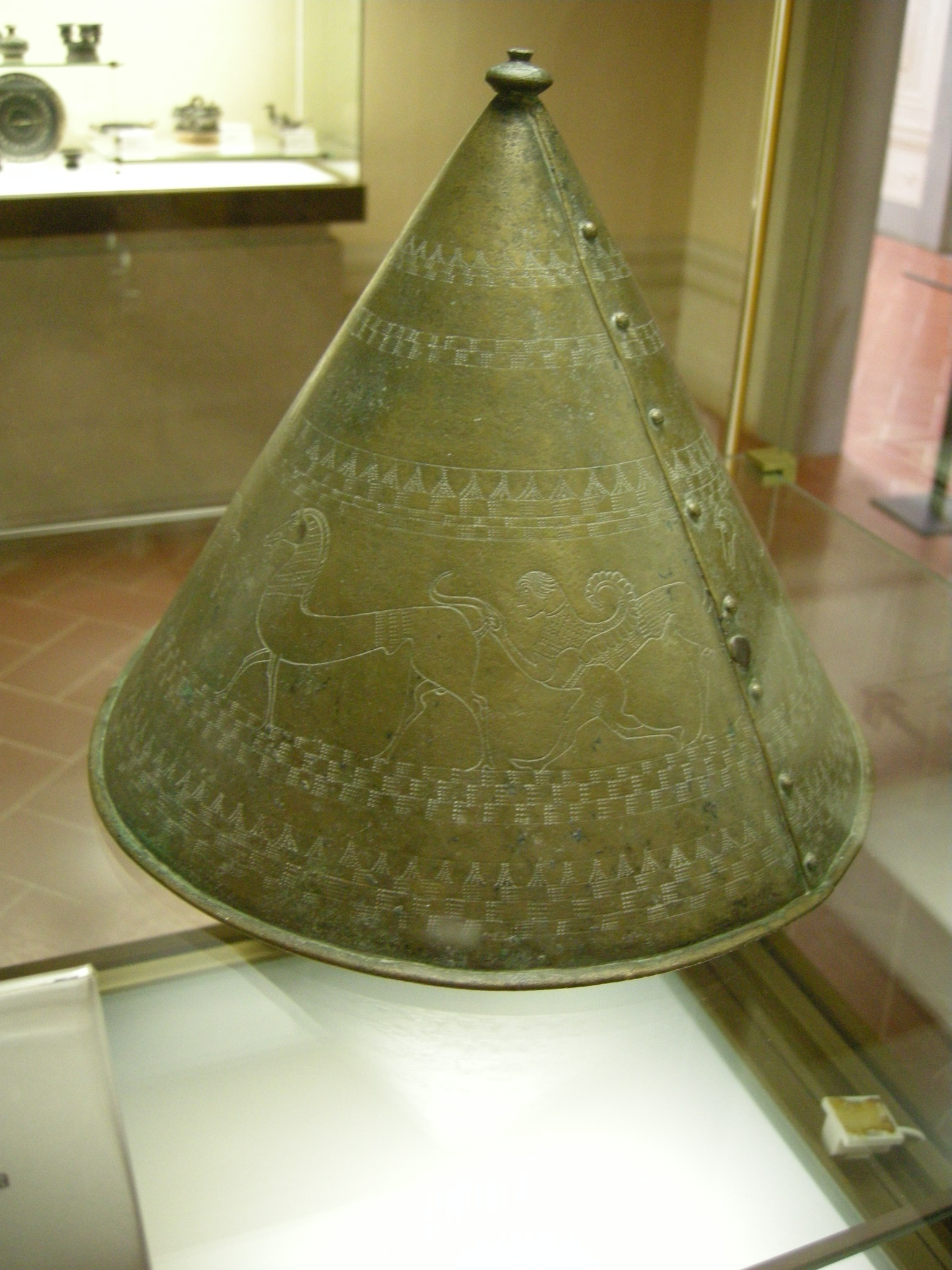
المتحف الاثرى بفلورنسا : خوذه هرميه الشكل ترجع لمدينه فينيتو القديمة من اوبيانو (القرن الخامس قبل الميلاد)

#### الاسطورة في التأريخ الرومانى
طبقا للتأريخ الرومانى قد كان سكان فينيتو شعب ناشئ من بافلاجونيا (أقليم في اسيا الصغرى على البحر الاسود. وكانوا قد طردوا من هناك ولذلك شاركوا في حرب طرواده حيث العجوز الحكيم انتينور توسل سكان طرواده لكى يعيدوا الينا إلى اليونانيين. في طرواده قد مات أيضا بيليمينى، قائد شعب انيتى (أو الذين قد سميوا هكذا) الذين ظلوا بدون وطن وبدون قائد وقد توجههوا إلى انتورى الذي - بعد قصاحداث متعدده - استقروا على السواحل الغربية لشمال البحر الادرياتيكى. هنا طارد الشعب الاوجانى (وهم شعب لم يبق له اثر واضح يدل عليه اليوم).
في قصص فيرجل، قد قدم انتورى كمؤسس لبادوفا. وبالنسبة لسكان فينيتو ارتبطوا أكثر بديوميدس (البطل المغوار الذي اسس بالاضافه إلى سبينا أيضا المدينة الهامة التي تعد مدينه ميناء لمدينه ادريا على الرغم من ان الساكن هناك ليس لديه في الواقع اصول فينيته والتي عرفت أكثر كمستودع يونانى وكمركز اتروسكى ولاحقا كمركز لشعب جالى.
العجوز بلينيو يتحدث عن أهل فينيتو مشيرا لما كتبه كاتون: شهد كاتون ان سكان فينيتو ينحدروا من قبائل طرواديه (جايو بلينيو الثانى من كتاب تاريخ الطبيعة الجزء الثالث ص 130 . على العكس قد رأى سترابون افتراض مختلف، أن سكان فينيتو كانوا من شعب السلتيك وذلك انهم قد كانوا على معرفه بوجود شعب اخر يحمل نفس الاسم الا وهم (سكان فينيتو من ارموريكا) (صحيفة بريطانيا اليوم).

#### افتراضات التأريخ الحديث
اتفقت المصادر القديمة على الحديث عن سكان فينيتو كشعب وافد في مقره التاريخى من اقليم شرقى الذي وصل عن طريق البحر الادرياتيكى شمالا واستقروا على السواحل الغربية: هنا رفضوا أكثر وجود الشعب الاصلى لذلك المكان شمالا. ولو الافتراضات التي قيلت عن سكان فينيتو كشعب شرقى مجزأ ومفقود بعد الشتات الواسع، سيكون وقعى بما يكفي. وليس هم في موقع من وطنهم الأصلي في مجال الثقافة اليونانية اطلاقاوحتى رواية خطوة عن طريق البحر. لفترة طويلة، قد وافق التأريخ الحديث على الفكرة المستوحاة من هيرودوت، وهي ان فينيتو اقليم تابع لالإيليرية التي من شأنها ان تكون الفرع الغربى من تلك المجموعة التي تنتمى إلى سكان الهندو أوروبية. وفي قصصه، يتحدث المؤرخ اليونانى عن سكان فينيتو الذين يعدوا كجزء من الشعب الإيليري المتمركز في البحر الأدرياتيكي. وقد دعمت الاطروحات التي اجريت من الشعب الايليرى عن سكان فينيتو من قبل الرئيس كارل باولي في نهاية القرن التاسع عشر.و قد استمرت لتكون مشتركة على نطاق واسع، حتى عندما، في النصف الأول من القرن العشرين، أظهرت فيتوري بيساني وهانز كراه أن هيرودوت كان يشير في الواقع إلى القبيلة الإيليرية التي استقرت في شبه جزيرة البلقان، وليس في المنطقة الايطاليه القديمة. المزيد من البحوث التي أجريت مؤخراوالتي عملت بشكل رئيسي على المواد اللغوية، قد توصلت لاستبعاد فكره ان فينيتو مدينه تابعه لاليريه. كما هو ذكر بالفعل في الأربعينات من قبل هانز كراه. بعد الاقتراح الأولي لربط اللغة فينيتو باللغات الايطالية القديمة اويكو - اومبرا التي وجدت أكثر بعد الأعتراف بأهل فينيتو كعائله لاتينيه فاليسكا، بما في ذلك اللاتينية. وفي هذه النقطة، أبحاث علماء الهندو اوروبيه لا تزال مفتوحه وأكثر حذرا، على سبيل المثال، أبحاث فرانسيسكو فيلار.
البحوث الحديثة، وبهذه الطريقة، وقد أتفقت كثيرا مع وجهة النظر التي دعمها بالفعل التأريخ اللاتيني: أن سكان فينيتو قد أشتركوا مع اللاتينيين في أصول مشتركه النصف لاتينيين، على الرغم من أنها لم تشترك في روابط مشتركه مع اليونان القديمة (ومع طرواده على وجه الخصوص) المفترضة من قبل الرومان عن طريق أسطورة أنتينور.وقد شكلت مجموع الهندو اوروبيه ومجموعه فينيتو - اللاتينيه جنبا إلى جنب مجموعه خاصه وسط أوروبا تقع على الأرجح داخل حدود ألمانيا اليوم وجزء من سلسلة متصلة امن مجموعه الهندواوروبية الموسعة في أوروبا الوسطى والشرقية منذ بداية الألفية الثالثة قبل الميلاد  ومن هناك انتقلت نحو الجنوب خلال الألف الثاني قبل الميلاد، وربما أنتقلت حوالي القرن الخامس عشر قبل الميلاد، كما ذهب جزء من هؤلاء الناس إلى منطقه لاتسيو الحالية (اللاتينيون)، المجموعة التي ستعطي أصل إلى أهل فينيتو الذين استقروا شمال خليج البندقية وهناك شهد على ذلك بالتأكيد.

#### سمات مستوطنه الفينيتو
كان المهاجرون الذين وصلوا إلى منطقة فينيتو من المناطق الشمالية الشرقية من المحتمل مجموعات صغيرة من المستوطنين أو بالاحرى كتلة كبيرة من السكان. وهناك العديد من التساؤلات عن اصولهم الحقيقية، كان أهل فينيتو ذات ثقافه زراعية وكانوا من المحاربين الماهرين والتجار الذين وصلوا هناك. ومن المرجح أن المستوطنين الجدد سيفرضوا سيطرتهم على السكان الأصليين هناك (الاوجانى ما قبل مجموعات الهندواروبية.

### أوج ازدهارها (القرن الثامن قبل الميلاد)
إنشأ أهل فينيتو ثقافة موحدة التي وصلت إلى أوج ازدهارها ما بين الثامن والقرن الثاني قبل الميلاد، ثقافة مختلفة بشكل واضح عن تاريخ إيطاليا حاليا. والخصائص المميزة لهذه الفئة من السكان في جميع أنحاء الأراضي التي أستقروا فيها كان معظمها منتجات برونزيه وطينية والمعتقدات الدينية القوية، وأشكال التعبير الفني، والزراعة، والدروع (الاسلحة) والملابس، والهيكلة الأساسية الاوليه للمجتمع الحضري ومن ثم المناطق الحضرية والثروة الحيوانية.

### الاندماج في العالم الرومانى
وكانت المنطقة تشيسبادانا مأهولة في القرن الثالث قبل الميلاد من قبل من السكان البلقانيين - على وجه الخصوص، شعب الجالى في نهاية القرن الماضي قد داهموا المنطقة - وأنتقلوا الرومان، للحصول على مساعدة لاهل فينيو نظرا لأنهم يعتقدون أن هناك صله قرابة بينهم بسبب أسطورة أنتينور. فقد أقام الرومان واهل فينيتو علاقات صداقة وتحالف (في وقت مبكر من 283 قبل الميلاد، وكان مجلس الشيوخ الروماني قد أبرم اتفاقا مع أهل فينيو وشعب الجالى من شينيمونيا لإبطاء غزو بلاد الجالى). ربما العلاقات قد بدأت مرة أخرى، في وقت مبكر من 390 قبل الميلاد في الواقع، عندما احتل الجالى من برينوس روما نفسها التي كانت ربما بفضل التحويل المختلف لاهل فينيتو الذي اضطرهم إلى التصالح مع الرومان.
في 225 قبل الميلاد أرسل الرومانيون سفراء بالقرب من أهل فينيتو وشعب الجالى من تشينومانى لتشكيل تحالف ضد الجالى وشعب الانسوبرى، الذين يهددوا الحدود الرومانية، وظلوا هناك من قبل روما أيضا خلال الحرب البونيقية الثانية، في حين أن شعوب الجالى الأخرى قد تحالفوا مع قرطاج. في نهاية الحرب، من أجل استكمال إخضاع بلاد الجالى الذين استقروا في تشيزالبانا (لم يتقبل سكان جالى والليغوريون السيادة الرومانية)، بدأت روما حربا حقيقية من الغزو وكانت مدعومة دائما من قبل سكان فينيتو وتشينومينا . ومن المرجح أن في هذه اللحظة التاريخية، كانت هناك صلة بين أهل فينيتو المتصلين مع الرومانيين من خلال علاقات الصداقة التي أقيمت بينهم إلى الرومان، على عكس شعب الجالى الذي ارتبط بروما بالولاء: تم استخدام هذه الروابط بشكل رئيسي في الهلنستيه والتي كانت تتسم بالحياد، والتي لا يمكن أن تصبح تحالفا إلا في ظروف استثنائية.
لم يظهر يسكان فينيتو كشعب محارب حيث انه لم يشارك في معارك أو حروب هامة. ومع ذلك لم يكن شعب منعزل مطلقا بل العلاقات التجارية والثقافية مع إتروريا واقترضت بعض الميزات الفنية للمجتمع من قبل التجار اليوناني من المستعمرات المجاورة. كان لديهم علاقات ودية مع روما، واستفادت من المساعدات من مدينة لاتسيو لدرء خطر الذي يشكله غزو الإغريق: في مقابل الحماية، سمح الرومان إلى تسوية سلمية في أراضيها، وفي نهاية المطاف استعمار بناء الطرق والجسور والقرى. فينيتو لم يكن ثم غزا بالقوة من قبل الرومان، ولكن تم إدماجه بشكل سلمي و، مع مرور الوقت، وكانت ثقافة البندقية المفقودة وحلت (استيعابها جزئيا) من قبل عادات وتقاليد روما.

## المجتمع

### القرى والمنازل
استقر أهل فينيتو في البداية في القرى الصغيرة، وذلك أساسا بين اديج وبحيرة غاردا، وأيضا في سفوح فالبينلونا، حيث يوجد فيها وادي بادانا المغطى بالغابات والأراضي الرطبة. وتوجد واحده من أكبر المقابر في فينيتو والتي تم الحفاظ عليها بشكل ممتاز تقع في ميل، بين بيلونو وفلترى . بنيت المدن على طول الممرات المائية من التلال الرملية (التي تكونت بفعل الرمال القابلة للاحتراق والمجففة بسرعة) والتلال والمستوطنات وتتكون من عدد قليل من أكواخ مستطيلة الشكل مجمعة ومتصلة مع بعضها البعض؛ عندما توسعت القرية، وبنيت المنازل مع بيئات متعددة، وأجزاء خاصة إلى الأنشطة الحرفية.
وتم تشكيل البيوت التي بنيت من الجدران مع هيكل عظمي خشبي، والتي كانت مغطاة عادة مع الطين، في حين أن قاعدة بنيت من الحجر، وذلك للحد من الرطوبة. وكانت الارضيات من الطين الذي تعرض للضرب، في حين تم نقش السقف . كان هناك في قلب المنازل موقد، مصنوعة من قاعدة من الطين الذي كانوا يكذبون أجزاء من السيراميك والحصى (ما لم يعقد الحرارة، التي تعمل بمثابة عازل)؛ حيث يتجمع حوله افراد الاسرة . تم تجهيز المراكز الرئيسية أيضا مع الموانئ: ليس فقط تلك على طول الساحل، ولكن أيضا تلك على طول الأنهار مع تدفق كميات كافية من الماء. في الحالة الأخيرة تم حفر شبكة من القنوات للسماح برسو القوارب.
ودائما ما كانت تتم عمليه ازالة الغابات حوله المراكز الكبرى لمدينة الفينيتو، ونظموا أنفسهم في المراكز السكانية الكبيرة على نحو متزايد، وخصوصا على طول الأنهار أديجي، برينتا وبيافي. وكانت المدن الكبرى استي، ألتينو، بادوا، مونتيبولونا، أوبيانو وجازو في مدينه فيرونا.
وكان مصير المنازل في المناطق الجبلية تختلف عن تلك التي بنيت في تل عادي أو: تم الغارقة ذلك المنازل، مع أسس الحجر والارتفاع من الخشب، ويفضل أن يتعرض إلى الجنوب، من أجل الحصول على أكبر قدر ممكن من الضوء والحرارة.

### التجارة والسوق
وكانت هناك علاقات تجارية قوية مع العالم اليونانى سواء المباشرة أو بوساطة شعوب جنوب إيطاليا، مع إتروريا ومع منطقة الشرق الأدنى. وجاءت الأعمال النحاسية المكررة من إتروريا واليونان الملونة والتي لصق عليها الخرز الزجاجي من منطقة القوقاز، والمعلقات والخزف التي شهدت على الاتصالات مع مصر، وفن الفخار (داونيا، الأيونية، العلية ذات الالوان السوداء والحمراء) مع المعدات الرمزية الغنية التي أظهرت كيف كان يتردد هذا الشعب على سواحل شمال البحر الأدرياتيكي من قبل البحارة في أقصى شواطئ البحر الأبيض المتوسط.

### الملابس
يمكن للمرء أن يستنتج أن أهل فينيتو ارتدوا عباءات كبيرة مصنوعه من الصوف الثقيل، والتي تنسدل على الكتفين . وذلك وفقا لما ورد في الاكتشافات الأثرية والتي كثر من بينها إقرارات من الكهنة ورؤساء ووجهاء بذلك، وتحت العباءة ارتدى الرجال والنساء سترة من القماش (أخف من عباءة)، مع الأكمام التي يمكن أن تكون طويلة أو قصيرة، مماثلة لتلك التي يرتديها الرومان والأتروسكان. في سترة المرأة غالبا ما كانت مربوطه من قبل حزام (والتي كانت تستخدم أيضا من قبل الرجال والفتيان)، من الذي، في الجزء السفلي، شكلت طيات. في بعض الحالات أنها سوف تتداخل مآزر. ارتدى النساء أيضا، الرأس أو الكتفين، وشال (أو الرأس)، مماثلة لتلك المستخدمة في فينيتو (وخاصة في مدينة البندقية وفي منطقة الجبل) حتى القرن العشرين. ارتدى أهل فينيتو أيضا القبعات، وعلامات التمييز وحافة واسعة وأثار الحواف، والأحذية، وتستخدم أساسا لركوب الخيل، والأحذية مدبب. من الصور يمكنك ان ترى تلقينا كما كان رجال العرف يحلق رؤوسهم.
ووصلت عدد كبير جدا من الحلي من الملابس، مثل المسامير، والمعلقات، ودبابيس، والقلائد والأساور والأقراط المصنوعة من المواد الثمينة مثل الذهب والفضة والمرجان والعنبر واللؤلؤ.

### الأسلحة
ارتدى المحاربون في البداية الدروع الدوارة المماثلة لتلك التي يرتديها شعب هوبيلتس اليوناني ، والخوذ المزودة بغطاء مع سلسله من الخصل ، وكثيرا ما كانت تمثل رماح برودهيد . انتشرت بعد ذلك السيوف كبيرة، والدروع والخوذات بيضاوى ة الشكل المماثلة لتلك المستخدمة من قبل الإغريق.

## الدين
هناك العديد من التقارير المكتوبة عن ديانه أهل فينيتو وتم العثور على العديد من اماكن العبادة والمقابر والمواد النذرية . وتقع أماكن العبادة تقريبا في المباني المغلقة، ولكن جرت الشعائر عادة في بساتين مقدسة، في مكان خال من الغطاء النباتي وتحيط بها الأشجار الكبيرة. وعقدت داخل المواكب مع الأغاني والرقصات المقدسة، وداخل أكشاك خشبية صغيرة كانت هناك تماثيل مقدسة . ونقترض من عدد المواقع وجود الطبقة الكهنوتية، التي كانت الإضاءة من الحرائق المقدسة والذبائح الحيوانية المهمة، فضلا عن الكتابة (كان الكتابة امتياز لفئه قليلة).
في المقبرة الفينيتية يمكننا أن نميز الهدايا المتواضعة من الطبقات الدنيا وتلك التي يهديها الأغنياء، والتي ترسبت جنبا إلى جنب مع الغنائم على نحو جنازة. تم حرق جسم المتوفي ووضعت الرماد في الجرار الخاصة، وأثناء الدفن، يقدم الطعام للآلهة والمشروبات (ويمارس بالتالي طقوس مأدبة الجنازة). ومن هو على بينة من وجود العبادة من العناصر الطبيعية، وخاصة مياه العقار (أو على الأقل يعتبر مثل هذا)، الذي تدخلت فيه الالهه لاعطاء الشفاء: اشتمل الحفل على طلب الشفاء من قبل المريض، موكب كبير ومن ثم كانت هناك عروض لبعض الاصنام .
تم العثور في استي على رقائق التي يمكن من خلالها الحصول على اسم الإله: ريتيا ، إله الشفاء، والطبيعة، المدافعة عن المواليد وإلهة الخصوبة، وهي ممثلة مع الملابس لمدينة فينيتو وعقد مفتاح لفتح الباب إلى الآخرة.
في الأراضي المحتلة من قبل أهل فينيتو تم العثور على العديد من المصادر وأقراص من عظام الحيوانات مع النقوش، القيت من قبل الكهنة لرسم مظلة (على سبيل المثال ماجرى من سكيو، في أسلو على جبل سومانو في محافظة فيتشنزا).

## اللغة
لغة فينيتو ، والمعروفة عند اللغويين باللغة الفينيتيه أو ببساطة لغة الفينيتو ، ووثقت من قبل الكتابات التي يعود تاريخها إلى الفترة ما بين السادس والقرن الأول قبل الميلاد وكتبت في أبجدية قبل ابجديه شعب الاتروسكى القديم (التي تختلف عن مختلف الإضافات للابجدية الأخرى ، على سبيل المثال أن للصوت / س /)، ثم في الأبجدية اللاتينية (وكلاهما مشتق من اليونانية) وهذه اللغة هي تصنيف غير مؤكد؛ ومع ذلك، فإنه يشترك في العديد من الصفات مع الصوتي والصرفي اللاتينية، وذلك بقيادة جياكومو ديفوتو وغيره من العديد من العلماء إلى افتراض وجود علاقة وراثية بين التعيرين ، ووصل إلى إيطاليا في سياق حركة الهجرة من عناصر الهندو أوروبية من مركز الوسط - الشرقى } إن إدخال الكتابة مع الأبجدية الأترورية شمالا يعود إلى زمن حوالي 600 قبل الميلاد.

## الثقافة

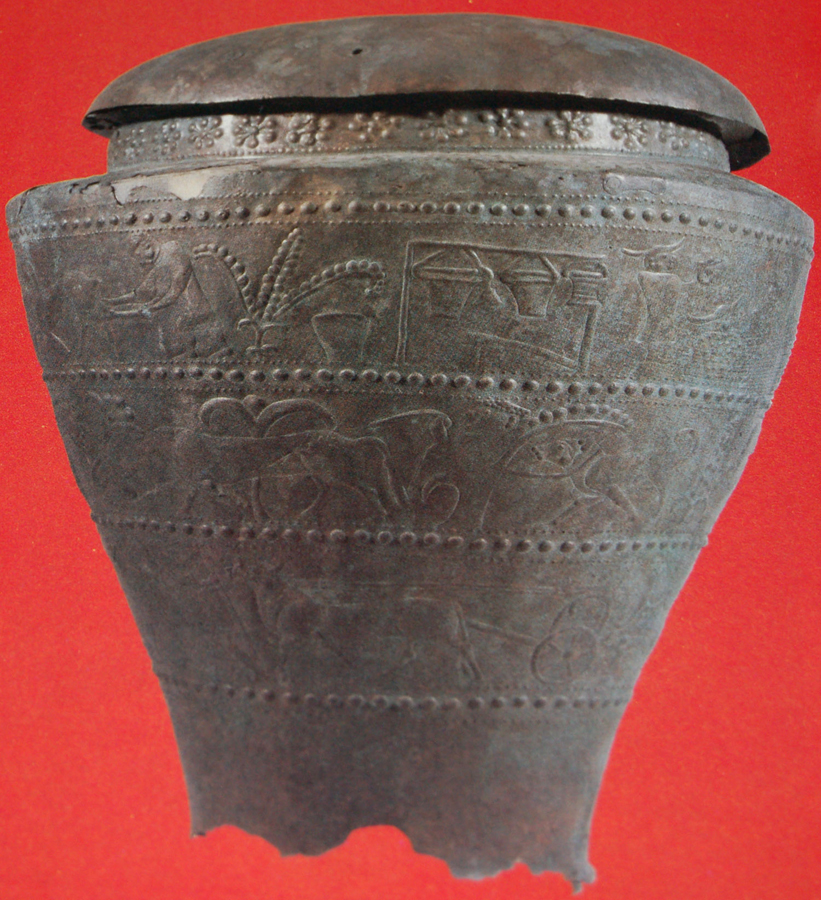
من فن سيتوال الفينيتى

### الفن
كان لاهل بيكولياريا من الفينيتو ما يسمى «بفن سيتوالى». تم إنشاء هذا الفن من شرائط النحاس ، والتي كانت على حدى وجمع شملهم لتشكل سيتولى ليس فحسب ولكن أيضا أكثر عموما الجرار، والأغطية، والأحزمة والأغماد من الخناجر والسيوف. وتنقش لوحات، أو الفنان فوز على غطاء على الجانب الخطأ، وبالتالي رفع أشكال الصحيحة اللوالب، وخلق الإغاثة.
يستطيع المرء ملاحظه من فينيتو لأول مرة التمثيل الهندسي لتلك الشخصيات الطبيعية والبشرية، كما يمكن أن يرى في المهم من فن السيتالوى الترحيبى . هذا السيتوالى ، الذي يفتقد الجزء السفلي (التي انتهت في قاعدة اندلع منخفضة)، كان جزءا من جنازة قبر المرأة، التي اكتشفت في مقبرة الترحيب. هذا هو المثال الأول والأكثر أهمية من situla مع الشخصيات البشرية. ثلاثة نطاقات واضحة في الرجال والتي يتم تمثيلها، والأنشطة البشرية (الحرب، والأجناس، والتجارة) والشخصيات الأسطورية. والأحزمة، والخوذ، رقائق موجودة على سطوح الأشكال الزخرفية المرتبطة ب اقع الحياة اليومية، والأعمال التجارية، والأنشطة الزراعية، الطقوس، والحرب جنبا إلى جنب مع الحيوانات رائعة المنشأ الشرقي.
في سابقة فقط - فقط للما يتعلق شكل - من السيتوالى التحف الفينيتية هي أوروبا الشرقية والوسطى وفيما يتعلق، ومع ذلك، والموضوعات يصور، سابقة الوحيدة هي تينتيناوبلى من قبر ميداليات ذهبية من بولونيا. في القرن السابع قبل الميلاد هذا الفن ربما ولدت في منطقة فينيتو، حيث أنها وضعت لقرون عن طريق تمرير أشكال أكثر الطبيعية إلى أشكال أكثر الاصطناعية، بمعنى من المعاني، «الباروك». والأمثلة المعروفة الماضية لتاريخ هذا الفن هي صفيحة من المانحين.
الحصان، واسمه ايكفو كما أطلق عليه أهل فينيتو القديمة ، والحيوان الطوطم من وقت مبكر من تاريخ أوروبا، لعبت في ثقافتهم دورا رئيسيا. كانت ولدت هذه الحيوانات قيم اقتصادية ورمزا للهيمنة الارستقراطية والعسكرية. كانت معروفة الخيول من فينيتو بمهاراتهم في السباق وكثيرا ما تتكرر في نذري، في أقدس. مئات من الأعمال النحاسيه على شكل حصان أو متسابق على ظهور الخيل تأتي من أماكن العبادة من أهل فينيتو . وكان للاحصنه مساحات محفوظة للدفن في المقابر. يظهر الحصان في الأعمال الفنية المختلفة كصورة رمزية أو العنصر الزخرفي، وكذلك في بعض الدفن (مثل تلك التي من القرن الخامس والسادس قبل الميلاد) مع الرجل الذي كان يعطيهم الرعاية في الحياة.